# Amphiprion thiellei
Amphiprion thiellei és una espècie de peix de la família dels pomacèntrids i de l'ordre dels perciformes.

## Morfologia
- Els mascles poden assolir 9 cm de llargària total.[5][6]

## Hàbitat
Viu en zones de clima tropical i associat als esculls de corall.

## Distribució geogràfica
Es troba a les Filipines.